# SAP Arena

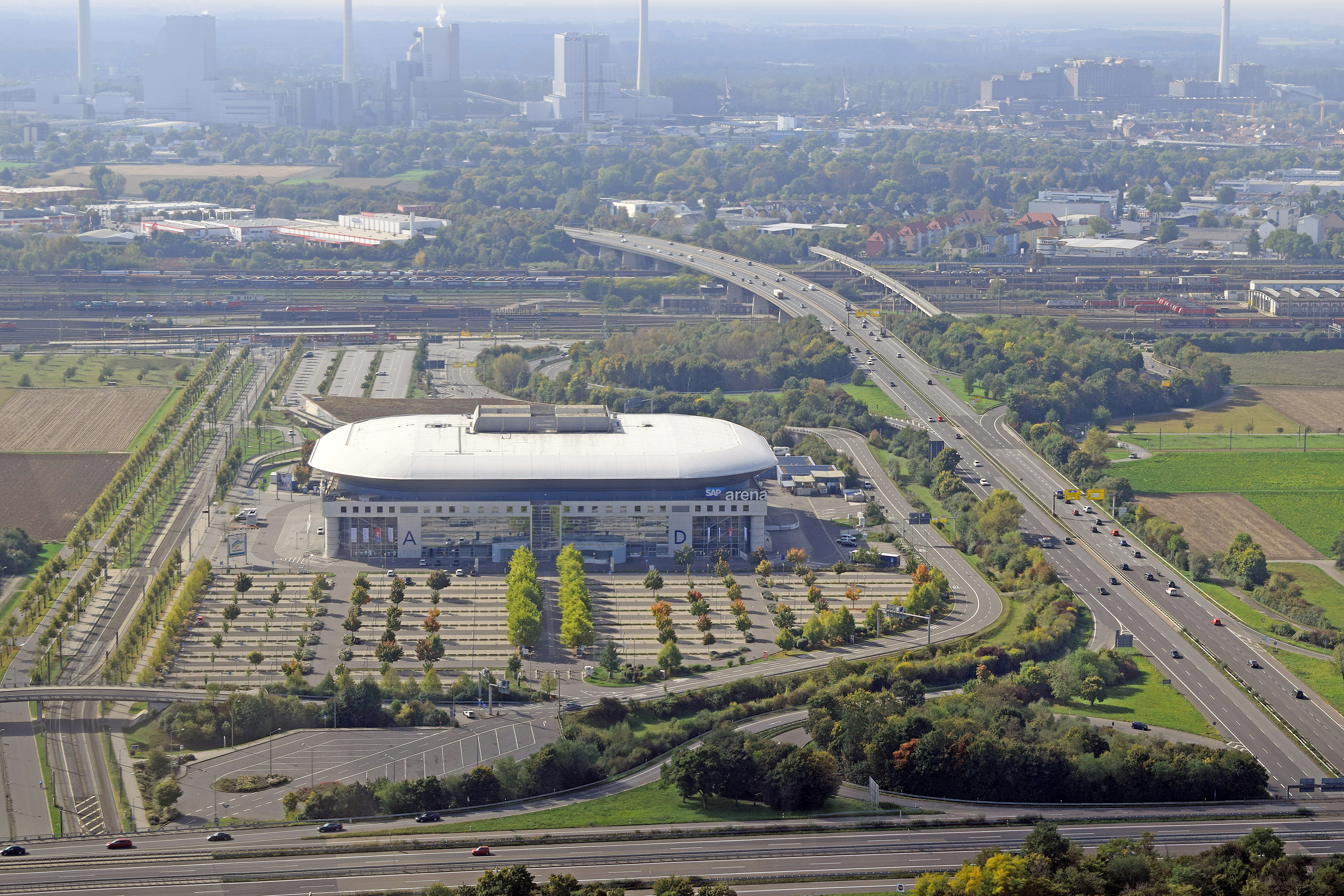
Luftbild der SAP-Arena von Norden her gesehen; im Hintergrund das Kraftwerk Mannheim

Blick auf die SAP Arena aus südlicher Richtung

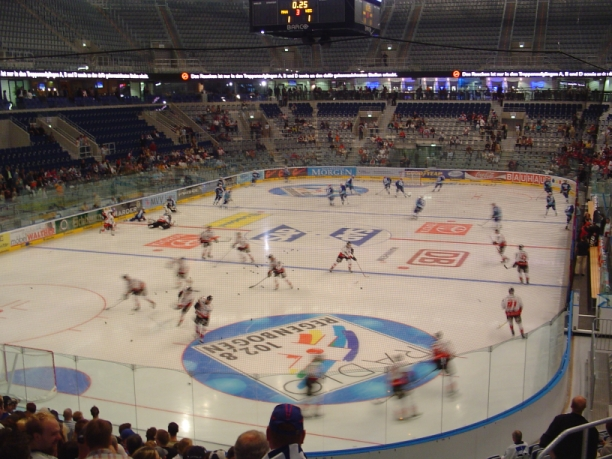
Innenansicht der Arena. Aufwärmzeit vor einem Eishockeyspiel

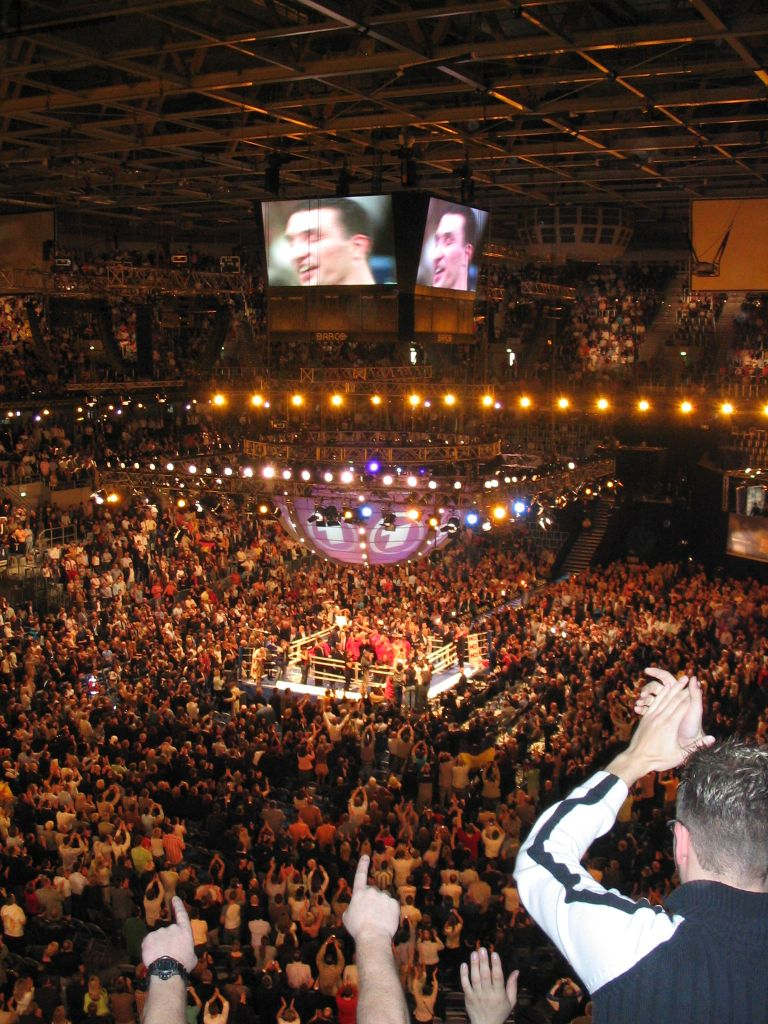
Die SAP Arena beim Schwergewichtskampf Klitschko gegen Byrd am 22. April 2006

Die SAP Arena ist eine Multifunktionshalle in der baden-württembergischen Großstadt Mannheim. Die Arena mit bis zu 15.000 Plätzen wurde im September 2005 eröffnet, der Baubeginn war im November 2002. Der Namenssponsor ist der deutsche Softwarehersteller SAP. Während der Planungsphase trug sie den Namen Mannheim-Arena.

## Nutzung
Die Arena ist Heimspielstätte des Eishockeyvereins Adler Mannheim sowie des Handballvereins Rhein-Neckar Löwen. Sie wird außerdem vereinzelt für andere Sportveranstaltungen, wie z. B. Volleyball, Hallenfußball, Basketball, Boxen, Wrestling, vor allem aber auch als Bühne für Konzerte sowie als Versammlungsraum benutzt. Der Kabelnetzbetreiber Vodafone stellt bei allen Veranstaltungen in der Multifunktions-Arena als Technikpartner einen Wi-Fi-Internetzugang zur Verfügung.

## Der Komplex SAP Arena
Zur Arena gehören auch zwei Trainingshallen für den Eissport, die bei besonderen Anlässen zu Bankettsälen umfunktioniert werden können.
Weiterhin entstanden im Umfeld mehrere Großparkplätze mit bis zu 7000 Stellplätzen und zwei Stadtbahn-Haltestellen, wovon auch die größte Verbrauchermesse Deutschlands, der Mannheimer Maimarkt, profitierte.

## Geschichte
Schon lange wurde über einen Hallenneubau in Mannheim als Ersatz für das marode Eisstadion am Friedrichspark diskutiert. In den 1980er Jahren war als Standort der neue Messplatz im Gespräch. Aufgrund der Erfolge des Eishockeyteams Adler Mannheim wurde das Thema Ende der 1990er Jahre wieder diskutiert, die Stadt Mannheim sah sich jedoch finanziell außerstande zu bauen.
Realisiert wurde die Arena durch ein Modell, bei dem SAP-Mitbegründer und Adler-Sponsor Dietmar Hopp den Bau zinslos vorfinanziert und die Halle mit einer eigenen Gesellschaft während der ersten 30 Jahre auf eigenes Risiko betreibt. Die Stadt Mannheim zahlt die Baukosten in Höhe von 70 Millionen Euro während dieser Zeit in Raten zurück. Nach Ablauf der 30 Jahre geht die Arena in das Eigentum der Stadt über. Die beiden Trainingshallen wurden als Stiftung von Dietmar Hopp selbst finanziert.
Das Objekt wurde nach der Planung des Düsseldorfer Architekturbüros HPP Hentrich, Petschnigg & Partner durch den Generalunternehmer Wayss & Freytag errichtet. Das Bauberatungsunternehmen Drees & Sommer führte das Projektmanagement und das wirtschaftliche und technische Controlling.
In die Verkehrsinfrastruktur um die Arena, zu der Parkplätze, Straßenzubringer, ÖPNV-Anbindung gehören, wurden mehr als 50 Millionen Euro investiert, die zu etwa 80 Prozent durch den Bund und das Land übernommen wurden. Die Restfinanzierung trug die Stadt Mannheim, die ihre Investitionsplanung für dieses Vorhaben neu ausrichten musste, was in der Lokalpolitik für heftige Kontroversen sorgte. Nach den ersten Großveranstaltungen stellte sich heraus, dass der DB-Haltepunkt Rangierbahnhof dem Ansturm der Besucher nach Veranstaltungsende nicht gewachsen ist und ein erhebliches Sicherheitsrisiko darstellt. Bis zum Fahrplanwechsel im Herbst 2011 wurde der Haltepunkt Richtung Osten zur neuen Stadtbahnendstelle verlegt und auf drei Gleise erweitert. Um der großen Zahl der Sonderverkehre und den oft ortsunkundigen Fahrgästen Rechnung zu tragen, wurden Zugzielanzeiger installiert. Außerdem wurde der neue Haltepunkt barrierefrei errichtet und erspart vor allem Rollstuhlfahrern den Umweg über den Hauptbahnhof Mannheim. Die neue Station heißt jetzt Mannheim ARENA/Maimarkt und weist damit auf die beiden Veranstaltungsorte hin, die hauptsächlich erschlossen werden.
Die festliche Eröffnung fand am 2. und 3. September 2005 statt. Die erste Show in der SAP Arena bestritt Ronan Keating zusammen mit der Staatsphilharmonie Rheinland-Pfalz vor 10.000 Zuschauern. Am zweiten Tag der Eröffnungsfeier trat der Mannheimer Sänger Rolf Stahlhofen mit seinem Mann'em Soul Orchestra und seinen musikalischen Freunden wie Peter Maffay, Mousse T. und Sasha auf. Am 6. September fand das Eröffnungsspiel der Adler Mannheim gegen das Dream Team der Deutschen Eishockey Liga statt. Am 8. September wurde die DEL-Saison 2005/06 mit dem Spiel der Adler Mannheim gegen die DEG Metro Stars eröffnet.
Am 21. Januar 2006 fand das letzte Testspiel der deutschen Männer-Handballnationalmannschaft gegen Ungarn vor der EM in der Schweiz vor 13.200 Zuschauern statt. Zum damaligen Zeitpunkt war es die größte Zuschauerkulisse der deutschen Handballnationalmannschaft bei einem Hallenhandballspiel. Das Spiel endete 30:26.
Am 22. April 2006 trafen Wladimir Klitschko und der US-Amerikaner Chris Byrd im Duell um die IBF- und IBO-Weltmeisterschaft im Schwergewicht aufeinander. Laut Aussage des Stadion-TVs der SAP Arena war es der am schnellsten ausverkaufte Boxkampf der Geschichte, bereits nach 48 Stunden waren alle 14.000 Karten verkauft. Das Erste übertrug den Kampf und erreichte mit einer Einschaltquote von 47,8 % (10,17 Millionen Zuschauer) einen neuen Quotenrekord beim Boxen. Erstmals wurde mit dieser Übertragung ein Boxkampf aus Deutschland live in den USA ausgestrahlt. In über 100 weiteren Ländern war der Kampf ebenfalls zu sehen.
Vom 24. Januar 2007 bis 28. Januar 2007 fanden an vier Spieltagen die Gruppenspiele der Hauptrunden-Gruppe 2 der Handball-Weltmeisterschaft 2007 in der SAP Arena statt. Bei der Eishockey-Weltmeisterschaft 2010 fungierte die Halle als Austragungsort neben der Veltins-Arena in Gelsenkirchen und der Lanxess Arena in Köln.
Im Februar 2009 wurde der Live Entertainment Award in der Kategorie Beste Halle/Arena an die SAP Arena verliehen.
Am 28. November 2012 fand das Handball-Bundesligaspiel Rhein-Neckar Löwen gegen den THW Kiel (17:28) in der Halle statt. Dies war die 800. Veranstaltung seit der Eröffnung im September 2005 in der SAP Arena.
Am 14. Mai 2015 fand das Finale der 10. Staffel von Germany’s Next Topmodel in der Arena statt und wurde live auf Pro7 übertragen. Gegen 21:30 Uhr wurde die Übertragung abgebrochen und die Halle wegen einer Bombendrohung geräumt. Die anschließende Durchsuchung eines verdächtigen Koffers hat keinen Bombenfund erbracht.
Seit 2016 finden die Endspiele im deutschen Volleyballpokal in der SAP Arena statt. Im März 2018 einigte man sich über den Verbleib der Pokalendspiele in der Mannheimer Arena bis in das Jahr 2020. Zur ersten Veranstaltung 2016 kamen über 12.000 Zuschauer in die SAP Arena. Dies ist ein Rekord für ein Volleyballspiel in Deutschland. Auch 2017 und 2018 lockten die Endspiele der Frauen und Männer über 11.000 Besucher an. Im Rahmen der Veranstaltung 2020, mit 10.689 Zuschauern, wurde die Verlängerung der auslaufenden Vereinbarung bis mindestens 2025 bekannt.
Zum DEL-Eishockeyspiel der Adler Mannheim gegen die Eisbären Berlin am 22. Januar 2017 konnte der 10-millionste Besucher der Arena begrüßt werden.
Bei der Eishockey-Weltmeisterschaft der Herren 2027 soll die Arena, neben dem PSD Bank Dome in Düsseldorf, Spielort sein.

## Konzerte
Neben dem Sport ist die SAP Arena auch ein häufig genutzter Veranstaltungsort für Konzerte. In der Arena traten u. a. Herbert Grönemeyer, Helene Fischer, Kylie Minogue, Madonna, Metallica, Depeche Mode, Alice Cooper, Sting, Cher, Ed Sheeran und Udo Lindenberg auf.

## Zwischenfälle
- 14. Mai 2015: Aufgrund einer Bombendrohung wurde das Finale der 10. Staffel von Germany’s Next Topmodel um etwa 21:34 Uhr abgebrochen und die Arena evakuiert. Laut des Senders ProSieben handelte es sich um einen anonymen Anruf einer Frau.[15][16] Im Juli 2015 gab die Staatsanwaltschaft Mannheim bekannt, dass die unbekannte Anruferin den Drohanruf in einer Kölner Telefonzelle absetzte.[17]

## Lage und Anfahrt
Die Arena steht im Bösfeld im Osten der Stadt Mannheim in der Nähe des Stadtteils Neuhermsheim direkt an der B 38a in der Nähe des Autobahnkreuzes Mannheim.
An der nahegelegenen Haltestelle Mannheim ARENA/Maimarkt halten Züge der S-Bahn RheinNeckar sowie einiger Regionalbahnen. Zu Veranstaltungen halten teilweise auch sonst durchfahrende Züge und es verkehren Sonderzüge.
Zur Erschließung der Arena im Nahverkehr wurde außerdem die Stadtbahn-Linie 6 um zwei neue Streckenabschnitte erweitert. Der nördliche Arm (Neuostheim – Maimarktgelände – SAP-Arena – SAP-Arena S-Bahnhof) wurde bereits mit Eröffnung der Arena in Betrieb genommen. Seit Dezember 2006 ist die Arena auch über den südlichen Arm über die Route (Planetarium – Neuhermsheim – SAP-Arena Sued – SAP-Arena S-Bahnhof) per Straßenbahn erreichbar. Die Linie 6 kann als Ringlinie verkehren, wird im Regelverkehr jedoch am Planetarium in die Linien 6 und 6A geteilt, wobei die Linie 6A die südliche Route über Neuhermsheim bedient.
Bei allen Veranstaltungen mit Eintrittskarte gilt diese gleichzeitig als Kombi-Ticket, das die kostenlose Hin- und Rückfahrt mit allen öffentlichen Verkehrsmitteln im gesamten Gebiet des Verkehrsverbunds Rhein-Neckar ermöglicht.

## Technische Daten
Bruttorauminhalt
403.000 m³
Arena
333.000 m³
Trainingshallen
70.000 m³
Parkplätze
bis 7.000
Konferenzräume
für bis zu 120 Personen
Location-based Services
Seit Januar 2018 gibt es eine Indoor-Navigation über die Adler Mannheim App. Die Arena wurde dazu mit über 630 iBeacons ausgestattet.

### Zuschauerkapazität bei Sportveranstaltungen
Eishockey
13.600 Plätze (3.666 Stehplätze; 9.934 Sitzplätze)
Handball
13.200 Plätze (1.716 Stehplätze; 11.484 Sitzplätze)
14.500 Plätze (3.666 Stehplätze; 10.834 Sitzplätze)
Basketball
13.900 Plätze
Volleyball
12.000 Plätze

### Zuschauerkapazität bei Konzerten
Centerstage, unbestuhlter Innenraum
15.000 Plätze
Endstage, unbestuhlter Innenraum
11.500 Plätze
Endstage, bestuhlter Innenraum
11.000 Plätze, davon 56 Plätze für Rollstuhlfahrer und Begleitpersonen, 648 besondere Plätze und 42 Logen für je 10 Personen

## Galerie

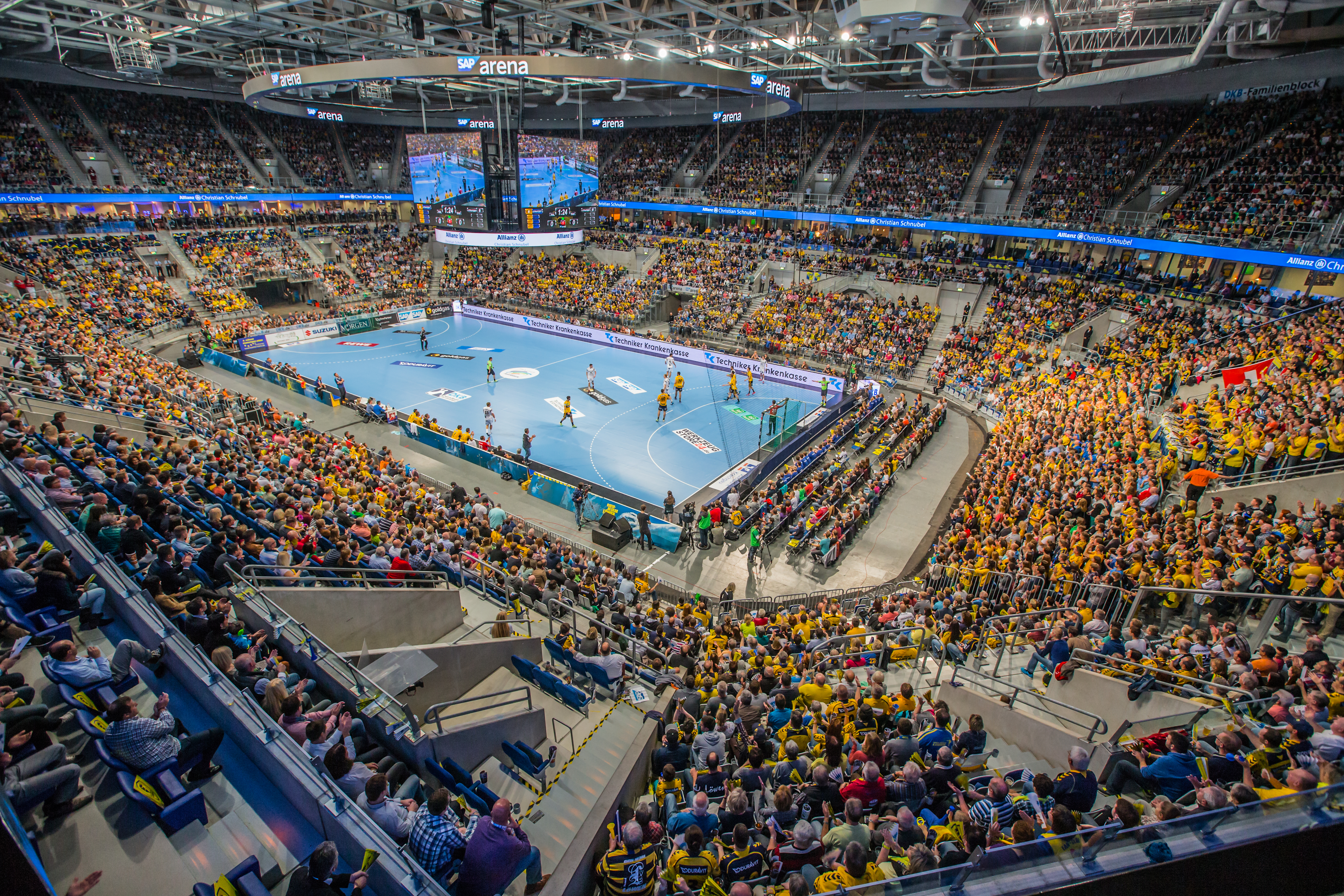
Die ausverkaufte SAP Arena bei einem Handballspiel
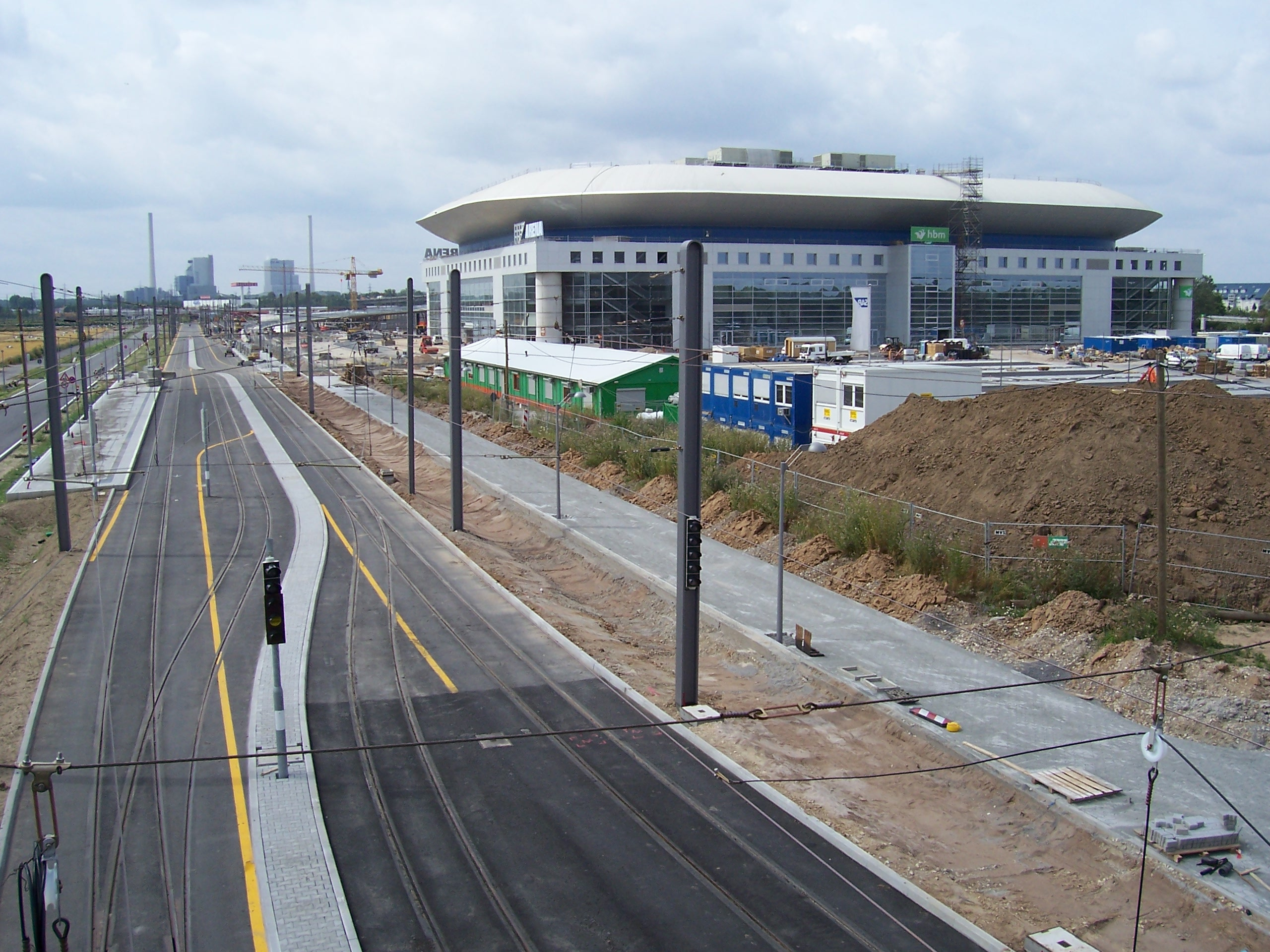
Ansicht der Stadtbahn-Haltestelle in Bau
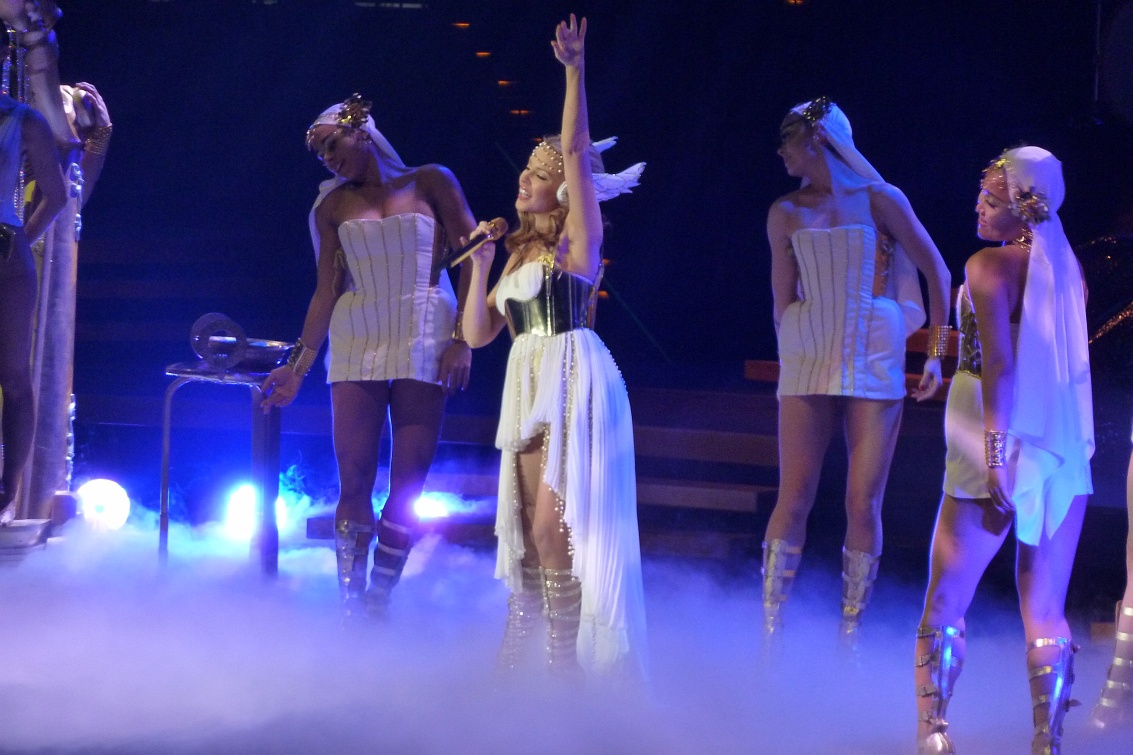
Kylie Minogue bei ihrem Konzert am 6. März 2011 in der Arena
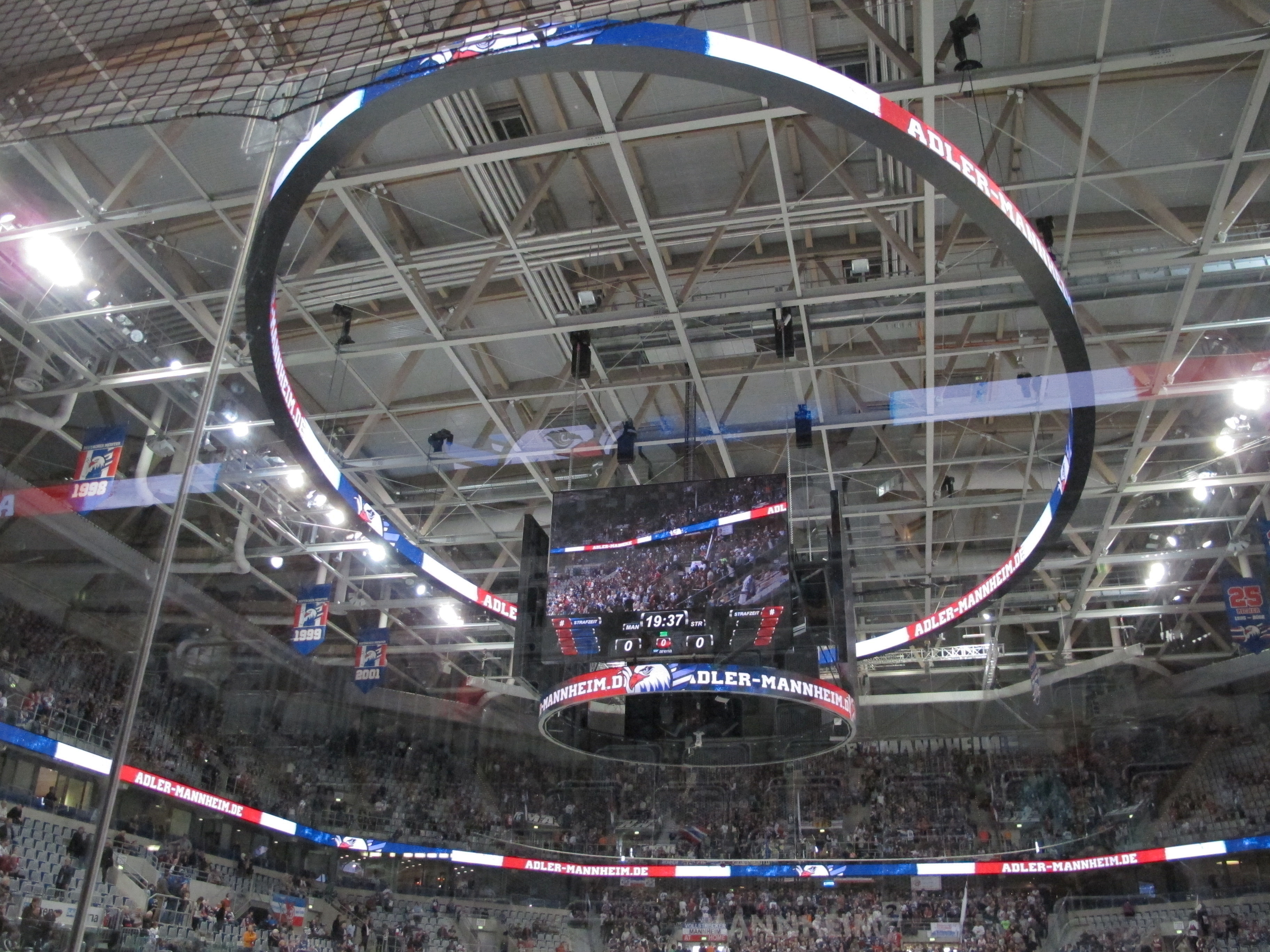
Der Videowürfel der SAP Arena vor einem Spiel der Adler Mannheim am 2. November 2014
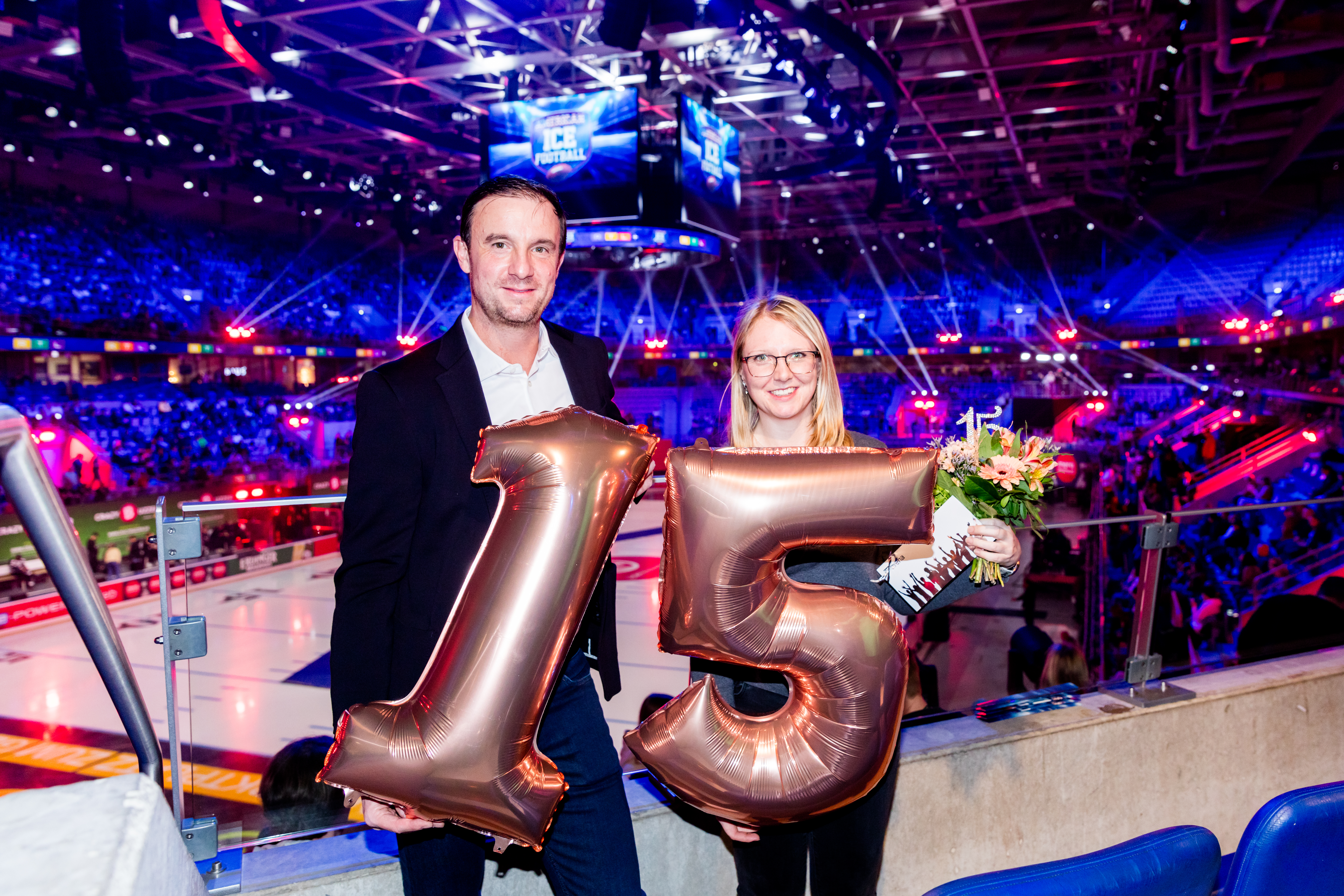
Daniel Hopp und die 15-millionste Besucherin der SAP Arena, Februar 2024